# Cylindroniscus cavicolus
Cylindroniscus cavicolus là một loài chân đều trong họ Trichoniscidae. Loài này được Mulaik miêu tả khoa học năm 1960.